# الأمر التنفيذي رقم 12170
أصدر الرئيس الأمريكي جيمي كارتر الأمر التنفيذي رقم 12170 في 14 نوفمبر 1979، بعد عشرة أيام من بدء أزمة الرهائن الإيرانية. دعا هذا الأمر التنفيذي، المخوّل بموجب قانون القوى الاقتصادية الطارئة الدولية، إلى تجميد جميع أصول الحكومة الإيرانية الموجودة داخل الولايات المتحدة.
تم التفاوض في اتفاقات الجزائر على إطلاق الرهائن الأمريكيين، وكذلك تجميد الأصول الإيرانية وإثبات التحكيم لتسوية الدعاوى من كلا الجانبين. تم توقيع الاتفاقات في آخر يوم كامل من إدارة كارتر وتمت الموافقة عليها من قبل إدارة ريجان القادمة.
تم الإعلان عن الأمر لأول مرة في 14 نوفمبر 1979 (EO 12170). استند 11 أمر تنفيذي على الأقل إلى حالة الطوارئ هذه. حالة الطوارئ التي تم تجديدها في عام 2016 للعام السادس والثلاثين، هي «أقدم حالة طوارئ موجودة». كان تجديد حالة الطوارئ فيما يتعلق بإيران مساوياً لاستمرار العقوبات الأمريكية غير النووية ضد إيران.
بحلول عام 2014، كانت حالة الطوارئ هذه من بين 30 حالة أخرى كانت الولايات المتحدة تتعامل معها. ووفقًا لجريجوري كورت من صحيفة يو إس إيه توداي ، فإن حالة الطوارئ هذه تمنح «سلطات عادية إضافية» للرئيس «للاستيلاء على الممتلكات، واستدعاء الحرس الوطني، واستئجار وإطلاق النار من ضباط الجيش حسب الرغبة»، حيث يتم إعلانها بموجب أمر تنفيذي. لغة مثل هذه التصريحات هي «تقريبا نهاية العالم»، وفقا لصحيفة يو إس إيه توداي . وقال كورتي إنه على الرغم من الالتزام بالقانون لمراجعة الإعلانات الناشئة، إلا أن الكونغرس لا يوفر سوى «رقابة» بسيطة عليها.

## التجديد

### 2016
بحلول عام 2016 (العام الذي تم فيه تنفيذ خطة العمل الشاملة المشتركة)، تم إنهاء بعض الأوامر التنفيذية الصادرة بموجب حالة الطوارئ الوطنية المعلنة. ومع ذلك، تم تمديد الوضع من قبل الرئيس باراك أوباما لمدة عام إضافي،  لأنه كان يعتقد أن العلاقات الأمريكية مع إيران لم تعد إلى طبيعتها بعد، وعملية تنفيذ الاتفاقيات مع إيران، بتاريخ 19 يناير 1981،  اتفاقيات الجزائر 1981، لم يتم زرعها بالكامل. وكتب «على الرغم من الصفقة التاريخية لضمان الطبيعة السلمية الخالصة للبرنامج النووي الإيراني، فإن بعض الإجراءات والسياسات التي تنتهجها حكومة إيران لا تزال تشكل تهديداً غير عادي وغير عادي للأمن القومي والسياسة الخارجية واقتصاد الولايات المتحدة». أوباما في رسالته إلى الكونغرس.
معظم العقوبات الأمريكية ضد إيران ناشئة قانونياً عن حالة الطوارئ هذه. يعني هذا التجديد أن «العقوبات الأمريكية غير النووية ضد إيران ستبقى سارية لمدة عام آخر على الأقل».

### 2017
في 6 نوفمبر 2017، مدد الرئيس دونالد ترامب حالة الطوارئ الوطنية لعام آخر وكتب رسالة إلى الكونغرس الأمريكي بها.

## روابط خارجية
- الأمر التنفيذي 12170 - حظر ملكية الحكومة الإيرانية ، السجل الفيدرالي الأمريكي ، 17 نوفمبر 1979
- خطاب - استمرار حالة الطوارئ الوطنية فيما يتعلق بإيران